# Big Model
Das Big Model ist eine Rollenspieltheorie, die von Ron Edwards zwischen den Jahren 1999 bis 2005 in Wechselwirkung mit dem Internetforum „The Forge“ entwickelt wurde.
Das „Big Model“ betrachtet die Vorgänge beim Rollenspiel und unterscheidet dabei eine Vielzahl von Einzelhandlungen und Techniken. Oft wird das Big Model mit der GNS-Theorie gleichgesetzt. Das Big Model beinhaltet die GNS-Unterteilungen zwar als verschiedene Ausprägungen der Creative Agenda, ist allerdings nicht auf ihr aufgebaut.

## Das Big Modell
Das Big Modell besteht aus den Elementen: Social Contract, Exploration, Techniques und Ephemera, die ineinander verschachtelt sind. Alle diese Elemente werden von der Creative Agenda durchdrungen.
```
   [ Social Contract [ Exploration [ Techniques [ Ephemera ] ] ] ]
          |------------- Creative Agenda -------------|

```

### Social Contract (Sozialer Vertrag; Gruppenvertrag)
Das gesamte Rollenspiel wird als sozialer Vorgang aufgefasst. Die Spielgruppe, bestehend aus den Spielern (dieser Begriff schließt in diesem Zusammenhang immer auch den Spielleiter ein), hat einen Gruppenvertrag ausgehandelt. Dieses Element umfasst das gesamte Rollenspiel, da es die soziale Interaktion bestimmt. Der Vertrag umfasst alle sozialen Umstände und Regeln, die während des Spieles gelten. Auch so offensichtliche Dinge, wie die mit dem Spiel zusammenhängende Logistik werden vom Social Contract eingeschlossen. Die Aushandlung findet nur in geringen Teilen explizit statt und wird von den Spielern oft nicht als solche wahrgenommen.

### Exploration
Das imaginäre Geschehen gemeinsam zu erschaffen und die Spielwelt zu erforschen, wird mit dem Begriff Exploration beschrieben. Für viele Spieler ist dieser Teil des Spieles das Erleben der Spielwelt.
Exploration geschieht, indem die Spieler die Inhalte des gemeinsamen Vorstellungsraums – Charakter, Setting und Situation, mit der jeweils zugehörigen Farbe – untereinander aushandeln.
Es gilt das lumpley-Prinzip (benannt nach Vincent „lumpley“ Baker), d. h. alle Elemente, die in diesen Vorstellungsraum eingebracht werden sollen, werden von einem Spieler oder durch die Spielregeln vorgeschlagen und am Spieltisch verhandelt. Die Regeln, nach denen dieser Verhandlungsprozess stattfindet, sind das System. Oft sind manche Spieler ermächtigt, bestimmte Elemente in den Vorstellungsraum einzubringen. So hat beispielsweise ein Charakterspieler die Vollmacht, die Handlungen seines Charakters zu beschreiben; in vielen Spielen bekommt zudem der Spielleiter das Recht, die Welt nach seinem Gutdünken auszugestalten. Andere Elemente, insbesondere nicht vorhersagbare, werden meistens mit Hilfsmitteln wie Spielwürfeln oder Spielkarten, also mechanischen Zufallsgeneratoren, eingebracht.

#### Shared Imagined Space (gemeinsamer Vorstellungsraum)
Shared Imagined Space, kurz SIS, umschreibt alles, was sich alle Mitspieler beim Rollenspiel vorstellen. Er ist das imaginäre Spielgeschehen, das aus der Exploration entsteht. Da sich die Vorstellungsräume der einzelnen Spieler unterscheiden, sind im SIS nur jene Elemente enthalten, die in allen Vorstellungen vorhanden und annähern gleich sind. Gewissermaßen ist es die Schnittmenge der Vorstellungsräume aller Spieler.

#### Die fünf Elemente der Exploration
Die Exploration wird durch fünf Elemente beeinflusst, welche alle Spieler wahrnehmen. Jedes dieser Elemente ist ständig vorhanden, kann aber unterschiedlich stark ausgeprägt sein. Die bestimmenden Elemente sind System, Charakter, Setting, Situation und Color.
- 1. System:[6] System ist nicht zu verwechseln mit den mechanischen Regeln, wie sie in einem Regelwerk stehen. Diese nennt die Forge-Theorie „Mechanics“ oder „Mechanisms“ (Mechanismen). System beschreibt vielmehr die Gesamtheit der Spielregeln und Mittel, nach denen die Inhalte des gemeinsamen Vorstellungsraums von den Mitspielern verhandelt werden.
Unter den Begriff System fallen auch Jonathan Tweets drei Formen der „Task“-Auflösung (Situationsauflösung/Aufgabenlösung), um den Ausgang eines Ereignisses zu bestimmen. Edwards schrieb, dass ein Rollenspiel die Taskauflösungsmethode oder Kombination von mehreren Systemen verwenden sollte, die für die GNS-Perspektive des Spiels am angemessensten ist.

Die drei Taskauflösungsformen sind:
- Drama: der Spielleiter entscheidet das Ergebnis
- Fortune (Glück): der Zufall entscheidet über das Ergebnis (insbesondere durch Benutzung von Würfeln)
- Karma: ein fester Wert entscheidet über das Ergebnis (insbesondere durch Vergleich von Werten)

Es wird vermutet, dass der Hauptgrund, aus dem Edwards das „Drama“ des Threefold-Modells für GNS gegen „Narrativismus“ austauschte, die Vermeidung von Verwechselungen mit dem „Drama“ als Taskauflösungssystem zu verhindern. Es ist eine Art Paradigma von the Forge, alle Verhandlungsregeln klar festgelegt auszudefinieren, um Streit und Missverständnisse zu vermeiden. Daher befassen sich viele Forge-Theorien (z. B. IIEE (Intent, Initiation, Execution, and Effect ), Points of Contact, Reward System/Cycle, Currency, Layering usw.) mit den Elementen des Systems. Mit dem Aufkommen der „Bricolage“-Idee entstand aber auch eine Gegenbewegung.

Weitere Punkte sind:
- 2. Charakter (Charakter): Eine fiktive Person mit ihren Eigenschaften und Merkmalen.
- 3. Setting (Schauplatz): Die Spielwelt in der sich die Charaktere bewegen inklusive eines Zeitpunktes zu dem das Geschehen stattfindet.
- 4. Situation: Das Zusammentreffen von Charakteren und Setting-Elementen in Ereignissen und den daraus entstehenden Wechselwirkungen.
- 5. Color (Farbe): Legt die grundlegende Atmosphäre fest. Verändert man die Color-Elemente, bleibt das Geschehen gleich, aber es fühlt sich anders an.

### Techniques (Techniken)
Techniken sind wiederholbare Prozeduren, die (unabhängig ob sie schriftlich fixiert sind oder nicht) verwendet werden, um den gemeinsamen Vorstellungsraum zu beeinflussen. Dabei kann es sich um das Werfen von Würfeln, Karten ziehen, das Beschreiben einer imaginären Handlung oder Ähnliches handeln. Ein bekanntes Beispiel für Techniken sind die Stances. Die Gesamtheit der angewendeten Techniken ist das System.

#### Stances (Standpunkte)
Sie definiert vier Standpunkte, die ein Spieler hinsichtlich des Treffens von Entscheidungen für seinen Charakter haben kann:
- Actor (Schauspieler): entscheidet auf der Basis dessen, was sein Charakter weiß
- Author (Autor): entscheidet auf der Basis dessen, was er als Spieler für seinen Charakter will, und erklärt dann retroaktiv, warum sein Charakter diese Entscheidung getroffen hat
- Director (Regisseur): trifft Entscheidungen, die mehr die Umwelt als den Charakter beeinflussen (im Spiel üblicherweise durch einen Spielleiter repräsentiert)
- Pawn (Bauer): entscheidet auf der Basis dessen, was er als Spieler für seinen Charakter will, ohne eine Erklärung dafür abzugeben, warum sein Charakter diese Entscheidung treffen würde

### Ephemera (Eintagsfliegen)
Bezeichnet die konkreten Anwendungen der Techniken. Ephemera sind die unterste Schicht des Prozesses Rollenspiel. Sie sind schlicht und ergreifend die Dinge, die die Mitspieler tun und sagen, während sie Exploration betreiben. Ein bestimmter Würfelwurf, ein Satz oder das Wegstreichen von Lebenspunkten sind Beispiele für Ephemera.

### Creative Agenda
Die Creative Agenda verbindet die Bereiche Social Contract, Exploration, Techniques und Ephemera. Sie beschreibt den Fokus der Spielgruppe und ist daher von Gruppe zu Gruppe verschieden.
Wichtig hierbei ist, dass es sich bei einer kreativen Agenda immer um eine grundlegende Präferenz einer konkreten Spielrunde handelt. Eine beliebte Umschreibung für Creative Agenda ist „playing on purpose“ („Spielen mit Absicht“). Die Grundidee ist sehr einfach: Wenn alle Mitspieler beim Spielen das gleiche Ziel verfolgen, ist die Wahrscheinlichkeit höher, dass das Spiel ein Erfolg wird. Es geht allerdings nicht darum, einzelne Spieler oder einzelne Handlungen innerhalb eines Spieles zu bewerten.
Um herauszufinden, ob eine Spielrunde einer CA folgt, muss man die Runde eine Instance of Play (Spielinstanz) lang beobachten. Leider herrscht derzeit Uneinigkeit darüber, was genau diese Instance of Play ist. Klar ist nur, dass es sich dabei wahrscheinlich um ein oder mehrere Sitzungen handelt. Es ist ebenfalls unklar, ob verschiedene CAs in einer Spielrunde gleichzeitig auftreten können. Denn folgte eine Gruppe mehreren Agenden, so wäre nicht mehr klar, für welche kreative Leistung es welches Feedback von den Mitspielern gäbe, d. h. die Gruppe folgte keiner Agenda. Außerdem passen mehrere Agenden nicht zu einer grundlegenden Präferenz. Darüber hinaus ist eine CA weder eine Garantie für eine funktionierende Rollenspielrunde, noch erzwingt eine fehlende Creative Agenda nicht funktionierendes Spiel.
Im Big Model ist zunächst offen, welche kreativen Agenden es gibt. Es geht um das Spielziel, die „ästhetische Präferenz“ eines Spielers für eine gegebene Spielrunde. Die GNS-Theorie beschäftigt sich mit dieser Frage. Ron Edwards hat mit ihr die drei gültigen Creative Agendas definiert.

## Anwendbarkeit des Big Model
Der Big-Modell beschäftigt sich in erster Linie mit der Kategorisierung der Elemente der Rollenspielerfahrung und versucht diese in ihren gegenseitigen Abhängigkeiten zu ordnen.
Der Hauptvorteil der Creative Agenda ist, dass sie das Spiel auf eine gemeinsame Richtung fokussiert. Bei Spieler, die innerhalb einer Gruppe mit unterschiedlichen Creative Agendas spielen, besteht ein sehr hohes Risiko, dass keiner der Anwesenden Spaß hat.

## Kritik am Big Modell
Das Big Modell ist unter Rollenspielern oder Spieldesignern nicht allgemein akzeptiert. Es wird darauf hingewiesen, dass einige der erfolgreichsten Rollenspiele wie Dungeons and Dragons oder World of Darkness ohne diese Theorie erstellt wurden. Viele Designer ignorieren es bis heute ganz bewusst. Die schärfsten Kritiker behaupten, es wäre nur ein Artefakt einer Randerscheinung und irrelevant für das Hobby.
- Einige Kritik werfen dem Big Modell vor, die „alltäglichen“ Rollenspiele (wie z. B. Dungeons and Dragons) abzuwerten. Das Big Modell führe zu Designs, die die Interessen der meisten Rollenspiel Hobbyisten weder berücksichtigen noch befriedigen. Daher wäre es aus praktischen Gründen ungültig.
- Durch den totalitären Anspruch alles, was in einem Rollenspiel vorkommt zu umfassen, ignoriert, bagatellisiert und unterdrückt das Modell angeblich jene Fragen, die es nicht erklären kann. In diesem Zusammenhang wird auch kritisiert, dass Begriffe wie Immersion nicht beachtet werden, da sie nicht mit begrifflichen Kategorien des Modells in Einklang zu bringen seien.
- Der Spielraum innerhalb einer Agenda ist recht groß, so dass ein Spieleautor trotz einer Agenda kaum eine Richtlinie für die Spielgestaltung hat. Ebenfalls mit dem Problem des Totalitarismus ist der Vorwurf verbunden, dass Big-Modell sei allzu vage und seine Bedingungen sind so breit gefächert, dass sie effektiv bedeutungslos sind. Das führe dazu, dass das Big Modell wie eine objektive Tatsache behandelt wird, selbst wenn es subjektiv und nicht falsifizierbar ist.
- Eine verwandte Kritik ist, dass das Modell auf Verhaltensmodellen basiert. Es funktioniert gut für ein Gespräch über die Aktivität in einem Spiel, nicht aber für das Gespräch über Themen, wie die emotionale subjektive Wahrnehmung eines Spieles. Das Big Modell hat Schwierigkeiten mit subjektiven Themen wie Gefühlen, die ein Spiel hervorrufen kann, da es nur das Verhalten der Spieler untersucht.
- Das Big Model ist nicht mit anderen geisteswissenschaftlichen Theorien verknüpft und daher auch nicht durch andere Theorien untermauert. Außerhalb der Rollenspielerszene ist es daher bedeutungslos.
- Das Big Modell ist eng mit einer bestimmten Meinungen über Rollenspiel verknüpft, so dass nicht die Erfahrungen aller oder der meisten Rollenspieler darstellen werden. Kritiker berichten Fälle von Gruppen, die mehrere kreative Agenden ohne belastende Vorkommnisse verfolgen. Andere Rollenspieler bemängeln, dass sie eine Agenda oder einen Spielstil, der nicht durch das Big Model unterstützt wird, erfolgreich verwenden. Wieder andere halten die Theorie für unpraktikabel, da keine verlässliche Methode bekannt ist, zu beurteilen, nach welcher kreativen Agenda eine Gruppe spielt, oder ob eine Gruppe überhaupt einer solchen folgt.
- Die drei Ausprägungen der kreativen Agenda erscheinen den meisten als nicht ausreichend. Oft werden von Kritikern Mischformen propagiert, die aber von Seiten Ron Edwards’ bisher stets abgelehnt wurden.